# Shining Force: The Sword of Hajya
Shining Force: The Sword of Hajya, lançado no Japão sob o título Shining Force Gaiden II: Jashin no Kakusei (シャイニング・フォース外伝 II ～邪神の覚醒～) é um RPG tático baseado em rodadas lançado para o Sega Game Gear em 1993. Não confundir com Shining Force II, pois este Gaiden II é a sequência do original Shining Force Gaiden. Ao lado do primeiro Gaiden, The Sword of Hajya teve um remake lançado como Shining Force CD, que contém dois novos capítulos que dão continuidade à história de Cypress.

## Jogabilidade
The Sword of Hajya usa os mesmos elementos de jogo de seu predecessor, Shining Force Gaiden. O jogador avança por uma série de batalhas táticas baseadas em rodadas, com cutscenes entre elas. Entre as cutscenes, o jogador pode salvar seu progresso, promover personagens, trazer de volta personagens derrotados, e ocasionalmente comprar e vender armas e itens.
Assim como a maioria dos RPGs de estratégia, cada campo de batalha é organizado em uma grade xadrez onde os personagens do jogador e os inimigos alternam em rodadas ao mover, atacar, lançar feitiços mágicos, e utilizar itens. Os personagens controlados pelo jogador ganham experiência ao participar de batalhas, e podem escolher, ao atingirem o nível 10, por atualizar para uma classe mais poderosa.

## Enredo
Dois meses após Shining Force Gaiden, a história gira em torno de Deanna e seus companheiros, jovens soldados do exército de Cypress. Nick, príncipe de Cypress, abandona o castelo para enfrentar Iom, um país inimigo. No entanto, ele deixa para trás a poderosa espada de Hajya por não poder utilizá-la, pois seu braço foi transformado em pedra. Deanna e seus amigos são deixados para trás para defender o castelo e a espada, e Mayfair, amigo de Nick, é colocado para se responsabilizar deles. Quando as forças de Iom atacam e roubam a espada, Mayfair ordena os jovens soldados a os perseguirem para recuperá-la. A história continua em novos capítulos incluídos em Shining Force CD.
Shining Force Gaiden II é uma continuação direta da história de Shining Force Gaiden e sua história se passa apenas dois meses depois. Gaiden relata sobre o início da guerra entre Cypress e Iom, como Nick se tornou amigo de Mayfair, como seu braço foi transformado em pedra, e vários outros pontos importantes da história. Gyan, Ruce, Woldol, Randolf, entre outros, apareceram originalmente em Shining Force Gaiden. Shining Force CD, por sua vez, contém um capítulo que se passa apenas alguns meses depois de The Sword of Hajya, apresentando a maioria dos personagens principais. Os personagens ocultos Hanzou e Musashi (traduzidos incorretamente como "Higins" e "Rush") apareceram anteriormente em Shining Force.

## Lançamento
O lançamento norte-americano de Shining Force Gaiden II fez alterações drásticas aos feitiços "blaze" nível 3 e "freeze" nível 3, mais que dobrando o dano causado por eles e aumentando o raio de efeito de duas para três casas. Isto faz com que personagens magos sejam muito mais poderosos que outros personagens jogáveis. Inimigos com mágica de nível 3 também serão excessivamente poderosos, pois qualquer um deles pode eliminar vários personagens com saúde completa em apenas uma rodada.
O jogo foi relançado no Virtual Console para 3DS em 13 de junho de 2013 na América do Norte, Europa, e Austrália.

## Recepção
A revista Electronic Gaming Monthly aplaudiu o jogo por sua trilha sonora, gráficos, duração, e por preservar quase todos os elementos de jogo dos dois jogos Shining Force para Genesis. Eles deram ao jogo um 6.8 entre 10, comentando, "[é o] tipo de jogo feito para o sistema portátil que você leva em viagens longas." A Retro Gamer incluiu o jogo na sua lista dos dez melhores jogos para Game Gear.